# Flejsborg
Flejsborg er en lille by i Flejsborg Sogn i Vesthimmerlands Kommune. Byen ligger i Region Nordjylland, og den nærmeste større by er Farsø. Landsbyen har et lille forsamlingshus.
|  | Denne artikel om lokaliteten Flejsborg kan blive bedre, hvis der indsættes et (bedre) billede. Du kan hjælpe ved at afsøge Wikimedia Commons for et passende billede eller lægge et op på Wikimedia Commons med en af de tilladte licenser og indsætte det i artiklen. |

56°51′41″N 9°20′15″Ø / 56.86139°N 9.33750°Ø